# Real Gabinete de Historia Natural
El Real Gabinete de Historia Natural fue una institución cultural que desarrolló su actividad durante la última época de la Ilustración en España, concretamente desde su creación en 1771 hasta 1815, fecha en la que fue creado el Real Museo de Ciencias Naturales, que absorbió, entre otros, a este organismo. Fue una de las instituciones culturales más importantes del reinado de Carlos III y tuvo un papel destacado en la difusión y el desarrollo de la historia natural en España durante el siglo XVIII y principios del siglo XIX.
Constituyó el origen de varios museos nacionales españoles como el Museo Nacional de Ciencias Naturales, el Museo Arqueológico Nacional y el Museo de América. También se encuentran algunas piezas procedentes de él en otros museos como el Museo Nacional de Artes Decorativas (buena parte de la colección de arte asiático), el Museo Nacional de Antropología (la serie de pintura de castas del Virreinato del Perú, única en el mundo), el Museo del Prado (Tesoro del Delfín y dos esculturas atribuidas a Agostino Cornacchini entre otras piezas), la Real Academia de Bellas Artes de San Fernando, el Museo Naval de Madrid, el Museo del Traje y organismos como el Real Jardín Botánico, y la Real Biblioteca del Palacio Real de Madrid (Códice Trujillo del Perú o Martínez Compañón).

## Historia

### Antecedente

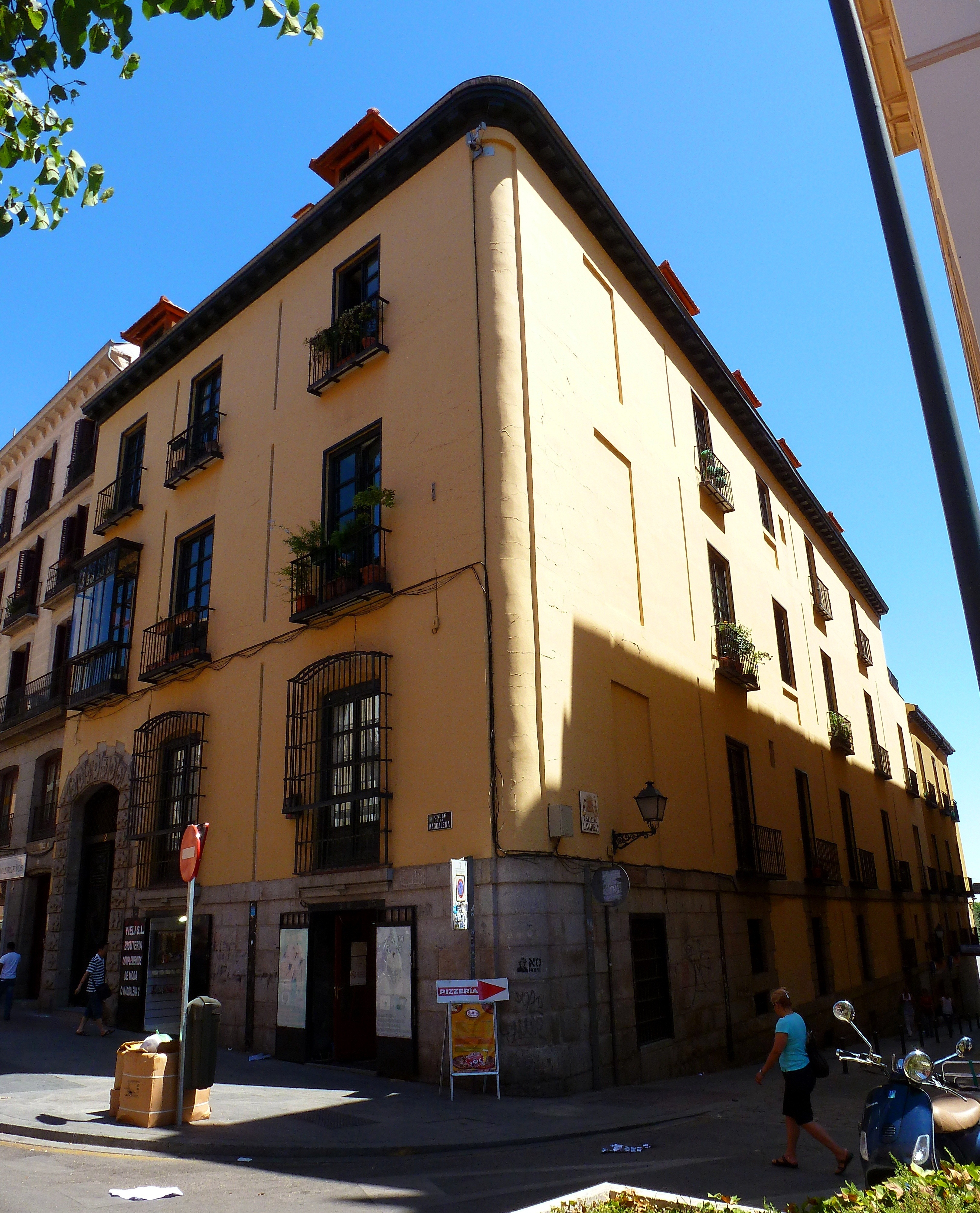
Edificio de la calle Magdalena esquina con la de Lavapiés en el que tenía su sede la Real Casa de Geografía de la Corte y Gabinete de Historia Natural.

Hubo en realidad dos Reales Gabinetes: el primero, la Real Casa de la Geografía y Gabinete de Historia Natural, fue creado en 1752 por el marqués de la Ensenada a instancias de Antonio de Ulloa, de existencia fugaz; y el definitivo, instituido por el rey Carlos III en 1771, cuyos fondos fundacionales fueron las piezas de la colección de Pedro Franco Dávila, comerciante español natural de Guayaquil (Virreinato del Perú, actual Ecuador).
En 1752 el marino y naturalista Antonio de Ulloa presentó al Gobierno un proyecto de Estudio y Gabinete de Historia Natural, que fue bien recibido. El marqués de la Ensenada, primer ministro de Fernando VI, dio orden de que se constituyera, y puso a Ulloa al frente del mismo. Se llegó a disponer que se remitiese a todos los dominios del rey una circular e instrucción impresa con indicación de que se recopilasen todo tipo de minerales, producciones naturales y curiosas, con el objeto de ser enviadas a la Real Casa de Geografía de la Corte y Gabinete de Historia Natural, que tenía su sede en Madrid, en un edificio alquilado en la esquina de las calles Magdalena y Lavapiés. Sin embargo el proyecto finalmente no prosperó: Ensenada cayó en desgracia al poco tiempo -1754-, Ulloa presentó su dimisión, y los fondos acopiados fueron distribuidos entre diferentes instituciones, aunque algunos objetos naturales, colecciones de monedas y veintiocho armarios acabaron pasando finalmente al Real Gabinete creado años más tarde por Carlos III.

### Creación

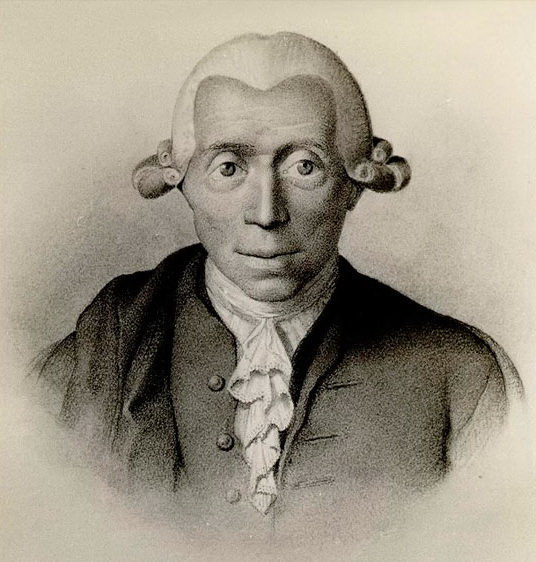
Pedro Franco Dávila. En 1771 donó su colección personal al rey Carlos III para que se constituyera con ella el segundo y definitivo Real Gabinete de Historia Natural.

Las colecciones que Pedro Franco Dávila había reunido durante 25 años constituyeron el lote fundacional del segundo y definitivo Real Gabinete de Historia Natural, establecido por Decreto del rey Carlos III de 17 de octubre de 1771, mediante el cual se aceptaba la oferta de donación que había hecho Dávila a la Corona española. Tras tres intentos de venta rechazados (dos con Fernando VI -en 1753 y en 1754- y uno al rey Carlos III -entre 1759 y 1760-) Dávila acabó por cederlas de forma gratuita para constituir con ellas una institución de utilidad pública al estilo de los reales gabinetes de historia natural como los que había en la Europa de la época y con la única condición de ser nombrado él director del mismo, con el sueldo que el rey estimase oportuno. Este sueldo se fijó en 60 000 reales de vellón anuales. Para que esta donación fuera aceptada se necesitó la mediación de destacadas personalidades de la época como Manuel de Junco y Pimentel, el padre Flórez (célebre erudito ilustrado), el conde de Campomanes (director entonces de la Real Academia de la Historia), José María de Aguirre (V marqués de Montehermoso) y el conde de Peñaflorida (ambos impulsores de la Sociedad Bascongada de Amigos del País), el conde de Fuentes (embajador español en París), Bernardo de Iriarte (personaje destacado de la Corte y hermano del célebre autor de las "Fábulas") o el conde de Aranda.
El dictamen favorable emitido por el padre Flórez el 12 de octubre de 1771 para que las colecciones de Dávila fueran aceptadas por la Corona fue determinante para que el 17 de octubre de ese mismo año el Primer Secretario de Estado de Carlos III (el marqués de Grimaldi) escribiera a Dávila una misiva en la que se le informaba de la aceptación de su donación y de la creación de un gabinete de historia natural con ella.

### Sede

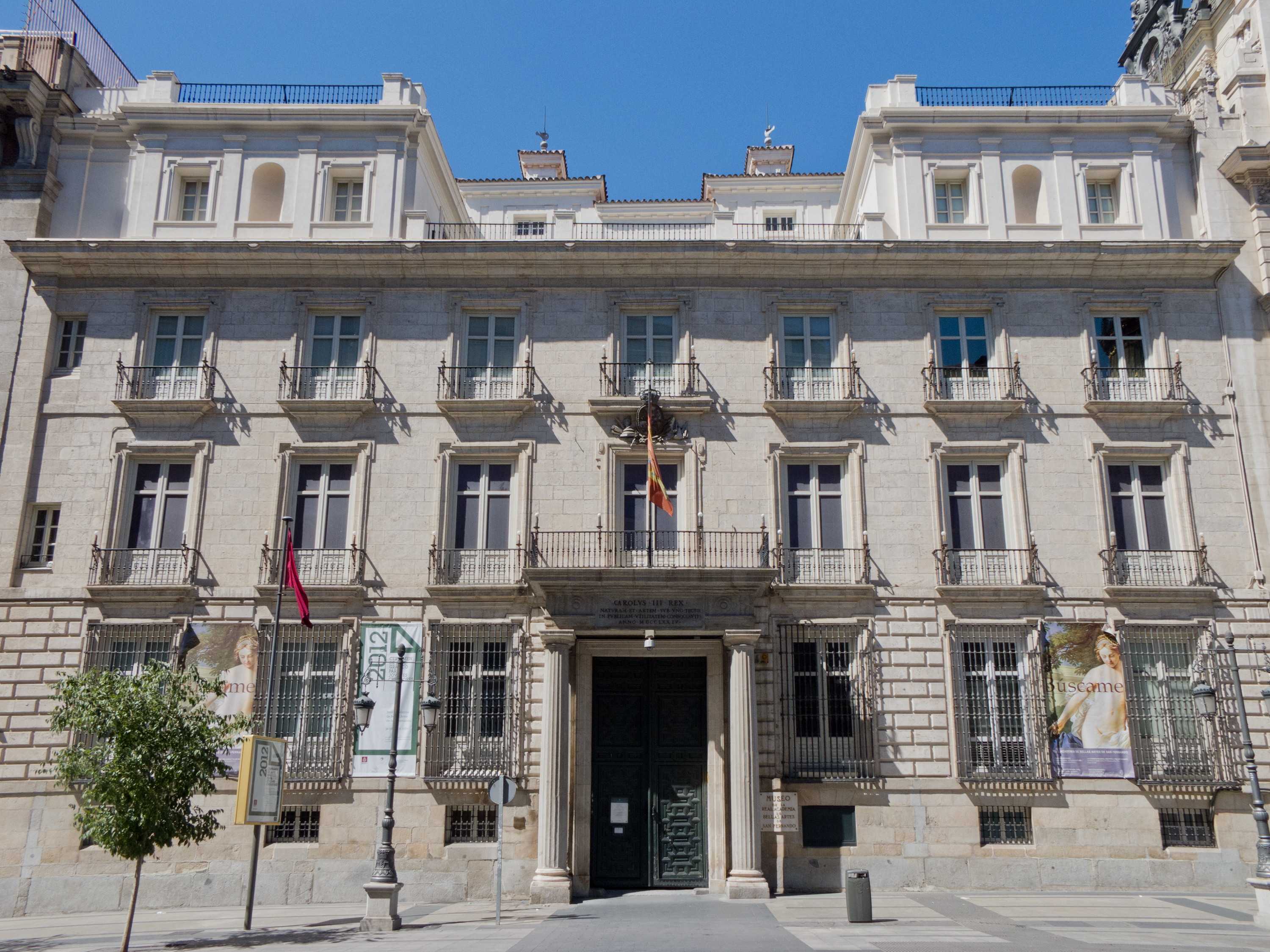
El Palacio del Conde de Saceda o Palacio de Goyeneche, de la calle de Alcalá de Madrid, fue la sede del Real Gabinete de Historia Natural, compartida con la Real Academia de Bellas Artes de San Fernando.

Las colecciones de Dávila llegaron a Madrid desde París en cuatro viajes: uno por tierra y tres por mar. El primero fue realizado por tierra en diciembre de 1771 (con 34 cajones). Dávila quería que todo el envío se hiciera por tierra, por temor a un posible naufragio si se escogía la ruta marítima; pero el alto coste del transporte terrestre hizo que se realizara por mar en mayo (152 cajones), en junio (47 cajones) y en septiembre (17 fardos) de 1772. Los gastos del traslado fueron pagados por España y fue el propio Dávila desde París el que se encargó de preparar los cajones y los fardos del modo más conveniente para asegurar la preservación de las piezas. En total se transportaron 250 cajones que llegaron desde Francia al puerto de Santander.
Después los cajones y fardos fueron conducidos a Madrid. Los envíos fueron depositados en el Palacio del Buen Retiro. Con las colecciones ya en la capital del reino fue el momento de elegir una sede para el nuevo Real Gabinete de Historia Natural recién creado. Tras descartar varios posibles emplazamientos, se eligió el Palacio del conde de Saceda o Palacio de Goyeneche, en el número 13 de la calle de Alcalá de Madrid, en el que ya con anterioridad tenía su sede la Real Academia de las tres Nobles Artes de San Fernando (actual Real Academia de Bellas Artes de San Fernando), razón por la cual pasó a recibir la denominación de Real Casa de la Academia de las tres Nobles Artes y Gabinete.
Al Real Gabinete le correspondieron concretamente el segundo piso del edificio y las buhardillas. Se procedió a realizar una obras de acondicionamiento que duraron de mayo de 1773 a junio de 1775, y que fueron llevadas a cabo por el arquitecto Diego de Villanueva (hermano del también arquitecto del Museo del Prado, Juan de Villanueva) y continuadas por el conde de Pernia, cuando Villanueva falleció en 1774.

### Acondicionamiento y apertura
Las obras de acondicionamiento fueron supervisadas por Dávila. También diseñó la nómina (documento) en el que detallaban las condiciones requeridas para exponer las piezas del nuevo gabinete. En la nómina se especificaba la necesidad de tener dos salas para animales, otra para minerales, una más para vegetales y varias dedicadas a "curiosidades del arte": para libros y estampas, para bronces, medallas y objetos arqueológicos, para máquinas e instrumentos matemáticos y para objetos etnológicos (vestidos, utensilios y armas). Además debía disponerse de otras dos salas: una para albergar un laboratorio de química y otra, para un laboratorio dedicado a la geología en el que se pudieran cortar y pulir piedras duras. El conjunto se completaba con una sala para duplicados, es decir, una sala donde se guardaran las piezas de las que había más de un ejemplar para intercambiarlas con otras instituciones.
No solo se trataba de un emplazamiento en el que exponer objetos para ser contemplados, Dávila reservó, dentro de la estructura del Gabinete, espacio para laboratorios donde preparar piezas, practicar disecciones o cortar piedras. El gabinete debía cumplir un fin didáctico y mostrar a su público nociones del orden natural tal y como la ciencia de la época lo concebía. Todos estos detalles prácticos fueron incorporados por Dávila, gracias al conocimiento que tenía del funcionamiento de otros gabinetes europeos ilustrados de la época que había visitado.
A las colecciones de Dávila se añadió lo que aún quedaba de la Real Casa de la Geografía en los almacenes de la Corona de la calle de la Magdalena, así como la colección del Gabinete del conde de Saceda y, en 1785, la colección del infante don Luis. También fueron llegando remesas procedentes de diversos lugares de la Península y de ultramar.
El Real Gabinete abrió sus puertas al público el 4 de noviembre de 1776, aunque las obras ya habían finalizado un año antes. El retraso en la apertura se debió a que se esperó a recibir las 169 piezas talladas en cristal de roca, jade, jaspe, ágata con remates en oro e incrustaciones de piedras preciosas, procedentes del Tesoro del Delfín (entregado por Luis XIV de Francia a su nieto Felipe V de España como herencia del padre del último, Luis de Francia, el Gran Delfín) y que habían sido donadas al Real Gabinete por el propio monarca Carlos III.
Se eligió esa fecha para hacerla coincidir con la onomástica de Carlos III. El día de la apertura se repartieron 300 entradas (billetes); pero solo acudieron 200 personas, debido a que ese día llovió toda la jornada. Unos días más tarde, el 21 de noviembre, visitaron el gabinete 1500 personas por la mañana y un número superior por la tarde. Hizo falta traer una guardia de seis soldados para contener la avalancha de gente que se agolpaba a la entrada del gabinete. Estaba abierto a toda clase de público en general, sin restricción alguna, solo se pedía decencia en la vestimenta y buen comportamiento durante la visita. Abría todos los lunes y jueves del año, excepto si alguno de ellos era festivo, pues entonces se trasladaba al siguiente día laborable. El horario de apertura al público variaba dependiendo del mes del año: de octubre a mayo el gabinete recibía visitantes de 9 a 12 por la mañana y de 3 a 5 por la tarde, de junio a septiembre (meses de verano) de 9 a 12 y de 4 a 7.

### Etapa de esplendor

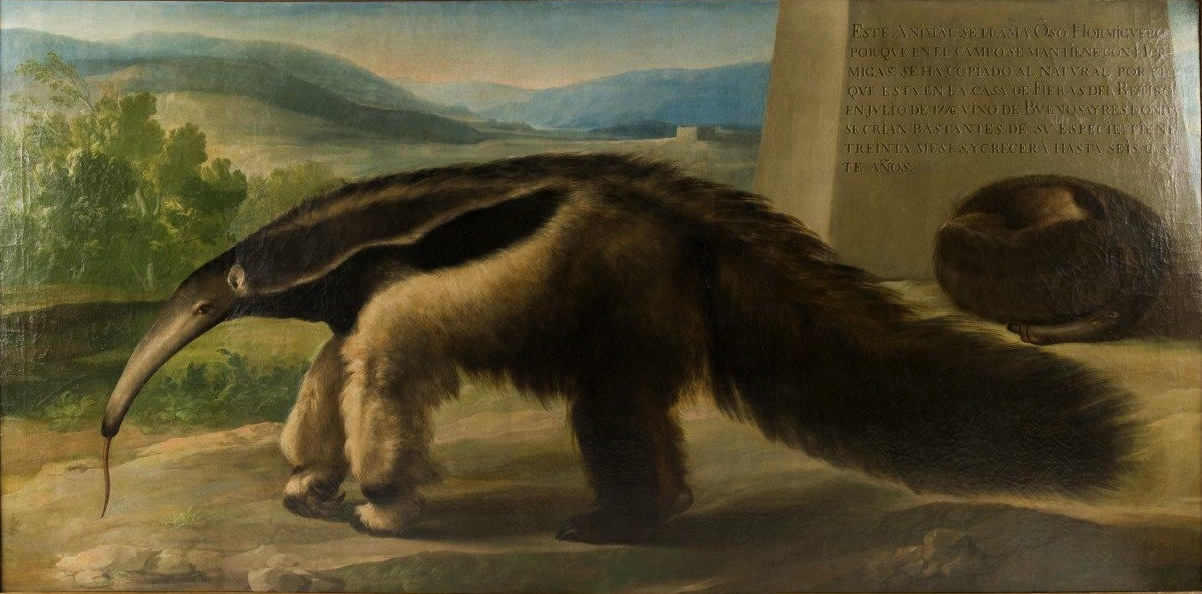
Taller de Anton Raphael Mengs (atribuido a Goya): La osa hormiguera de su majestad, c. 1776. Óleo sobre lienzo, 105 x 209 cm, Madrid, Museo Nacional de Ciencias Naturales. Inscripción: «Este Animàl se llama Ôso-Hormigvero / porqve en el campo se mantiene con Hor- / migas: se ha copiado al natvral por el / qve esta en la casa de Fieras del Retiro: / en jvlio de 1776: vino de Bvenos ayres donde / se crian bastantes de sv especie: tiene / treinta meses, y crecerà hasta seis, ò sie- / te años.»

El Real Gabinete fue una institución muy popular, que contó con el apoyo continuo por parte de la Corona. El propio Carlos III hizo varios envíos al Real Gabinete, además del mencionado Tesoro del Delfín, como un elefante asiático que vivió en los jardines del Palacio Real de Aranjuez y otros animales exóticos que le regalaron, como una osa hormiguera traída de Buenos Aires y exhibida viva por primera vez en Europa, que fue retratada en un lienzo cuya autoría se atribuye al taller del pintor alemán Anton Raphael Mengs. Una vez muertos, fueron disecados y pasaron a formar parte de la colección del Gabinete. El contacto directo con la Casa Real para este tipo de donaciones se realizaba a través de Almerico Pini, el ayuda de cámara favorito de Carlos III.
Pronto el espacio facilitado para albergar el Real Gabinete resultó insuficiente, pues a estos envíos reales había que sumarles los que se fueron llegando de todos los rincones de la España peninsular y de ultramar, en virtud del cumplimiento de una Real Orden del año 1776, conocida abreviadamente como la Instrucción, que mandaba a todas las autoridades del imperio (virreyes, intendentes, corregidores, alcaldes...) remitir al Real Gabinete cuantas producciones naturales estimables encontrasen en sus territorios. Esta Real Orden propició envíos notables; pero también se remitieron piezas que no tenían interés o que llegaban en mal estado; a pesar de que la Instrucción, cuyo borrador fue redactado por Dávila, recogía de forma detallada cómo debía prepararse el envío.
Otra vía de incremento de las colecciones del Gabinete fue el apoyo de una red de colaboradores encargados de hacer prospecciones para encontrar piezas de interés para el Real Gabinete para después remitirlas. Entre estos colaboradores figuraron: Francisco Javier Molina, que trajo en 1792 desde Conil (Cádiz) ejemplares de azufre cristalizado; Cristóbal Vilella y Amengual, que durante veinte años envió ejemplares marinos desde Mallorca; Williams Bowles, mineralogista que trabajó en la antigua Real Casa de la Geografía y que recorrió la Península para reunir ejemplares; Antonio Parra, que desde Cuba envió peces, esponjas y decápodos; Simón de Anda y Salazar, que remitió objetos de arte y vestimentas asiáticos desde Filipinas o Simón de Rojas Clemente y Rubio que depositó en el Real Jardín Botánico diversos ejemplares de esponjas, hidrozoos y briozoos, como si fueran plantas, y que pasaron al Museo Nacional de Ciencias Naturales en 2001.
El intercambio con otras instituciones de toda Europa también fue una vía de entrada de piezas para el Gabinete. Entre ellas estaba la Royal Society del Reino Unido, el Gabinete Imperial de Viena o el Gabinete de Curiosidades del rey de Dinamarca. La compra de piezas fue otro medio para conseguir piezas. El interés científico debía prevalecer sobre otras consideraciones como por ejemplo, la espectacularidad de la pieza. También era importante el origen: se daba prioridad a los ejemplares autóctonos de los dominios españoles, tanto peninsulares como americanos o filipinos. En 1785, pocos meses antes de la muerte de Dávila, ingresó en el Gabinete la colección de 4.400 láminas (entre dibujos y estampas), principalmente de historia natural, y algunos libros del naturalista neerlandés Johannes Le Francq van Berkhey (también escrito Berkheij), una de las más destacadas de la Europa de su tiempo, que había salido a pública subasta en los Países Bajos y fue adquirida por Carlos III a instancias del propio Franco Dávila, que la había conocido personalmente.

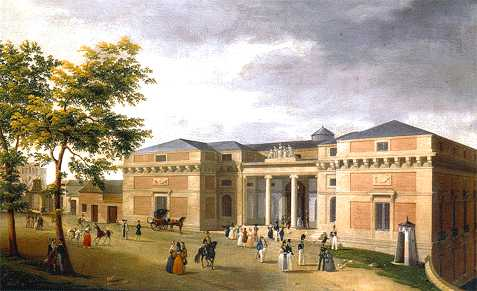
El edificio Villanueva del Museo del Prado fue proyectado originalmente para acoger al Real Gabinete de Historia Natural, aunque finalmente éste nunca llegó a ocuparlo.

Todo ello contribuyó a la falta de espacio, lo que hizo que no pudieran ser desembaladas muchas de las remesas remitidas al Gabinete. Dada la importancia que para la Corona tenía el Real Gabinete, en 1785 Carlos III decidió levantar un nuevo edificio que sirviera de sede para el Gabinete en el Salón del Prado, encargando el proyecto a Juan de Villanueva. Dávila redactó una "nómina" (documento) que dirigió al conde de Floridablanca a petición del arquitecto Juan de Villanueva, donde detallaba la disposición de las salas que el edificio debía tener. Cuando el edificio estaba aún en obras la Real Biblioteca Pública, antecesora de la actual Biblioteca Nacional, solicitó tener también cabida en el mismo. La invasión francesa supuso la paralización de las obras y un gran destrozo en lo ya ejecutado, puesto que el edificio fue utilizado como cuartel y el plomo de las cubiertas se fundió para fabricar proyectiles. No fue hasta ya el reinado de Fernando VII cuando, tras emplear grandes sumas de dinero, el edificio pudo ser finalmente reparado y completado. Sin embargo el destino que se le dio fue distinto del inicialmente previsto, puesto que fue asignado al entonces recién constituido Museo Real de Pinturas, actual Museo del Prado, por lo que el Real Gabinete no llegó a ocuparlo nunca.

### Última época
Además de la escasez de espacio, la falta de personal, la afluencia de visitantes, las averías y el desgaste de las instalaciones hicieron muy difícil la continuidad del Gabinete.
Sus años finales estuvieron marcados por la guerra de la Independencia y el saqueo de las tropas francesas cuando José I Bonaparte tuvo que abandonar España: el disecador francés, Pascual Moineau, que trabajaba en el Gabinete desde el año 1809, fue cómplice del robo de piezas, al señalar dónde se hallaba lo más valioso desde un punto de vista pecuniario (sobre todo el Tesoro del Delfín) para ser expoliado. Derrotado Napoleón, el gobierno de España reclamó su restitución, la cual se consiguió en gran parte, aunque no en su totalidad, y además muchas de las piezas fueron devueltas con numerosos desperfectos. Del saqueo se salvaron la mayor parte de las piezas de interés científico, el mobiliario, el reloj de pared del conde de Floridablanca, los documentos del archivo y los libros de gran valor de la biblioteca.
La desaparición del Real Gabinete de Historia Natural se produjo el 1 de octubre de 1815, con la creación del Real Museo de Ciencias Naturales de Madrid (que posteriormente recibió su denominación actual de Museo Nacional de Ciencias Naturales), institución que absorbió, además de al Real Gabinete, al Real Jardín Botánico, al Real Laboratorio de Química y al Real Estudio de Mineralogía, a los que se sumó en diciembre de ese mismo año el Real Observatorio Astronómico. En 1868 las colecciones de antigüedades y etnográficas fueron transferidas al Museo Arqueológico Nacional, creado el año anterior, del que a su vez se separarían en 1941 las de origen americano para constituir el Museo de América.

### Directores
La primera plantilla del Real Gabinete de Historia Natural estaba integrada por: Pedro Franco Dávila (director), Francisco de Eguía y Arrese (disecador, que sería a su muerte sustituido por Juan Bautista Bru), Juan Berton (conserje), Juan Antonio Peláez (portero), Juan Bertina (barrendero), Mato Jorde (sargento) y José Guerrero (soldado). El 1 de enero de 1977 se nombró formador de índices a José Clavijo y Fajardo, y unos días más tarde, a Eugenio Izquierdo vicedirector.
Pedro Franco Dávila fue director del Real Gabinete desde la fundación del mismo en 1771 hasta su muerte el 6 de enero de 1786. El hombre clave de la institución desapareció y quedó muy afectada la ordenación de las colecciones, así como las adquisiciones procedentes del exterior. La dirección del Gabinete pasó a Eugenio Izquierdo, aunque por sus misiones diplomáticas y de otra índole permanecía ausente de forma prolongada y fue José Clavijo y Fajardo quien asumió de facto la dirección del Gabinete hasta 1802, año en que se produjo un enfrentamiento entre él y Eugenio Izquierdo, que obligó a Clavijo a salir del Gabinete.
Manuel Cástor González sustituyó a Clavijo entre 1804 y 1808, y al igual que su antecesor, se convirtió en el verdadero director de la institución ante las reiteradas ausencias de Eugenio izquierdo. Fue destituido en 1808 y su lugar lo ocupó entre 1808 y 1813 José Mariano Mociño, quien tras la derrota de las tropas francesas abandonó con ellas España al ser afrancesado.
De forma provisional, se volvió a nombrar a Manuel Castor González al frente del Gabinete hasta su disolución en 1815.

## Colecciones
Las piezas que reunió en sus salas el Real Gabinete de Historia Natural  procedían de diversas ramas del conocimiento y de la actividad humana como la etnología, la instrumentación científica, la arqueología, la cartografía, la escultura, la orfebrería, la gemología, el grabado, la iconografía científica y la pintura; además de disciplinas propias de las ciencias naturales como la biología, la zoología, la botánica, la geología (mineralogía) o la paleontología.
Había ejemplares de historia natural como mamíferos, aves, fósiles, peces, insectos, reptiles, esqueletos, corales, esponjas, crustáceos, moluscos, vegetales, rocas y minerales, pero también había instrumentos científicos de Matemáticas y Física (barómetros, lupas, microscopios, esferas), libros, esculturas, cuadros, bronces, medallas, grabados, estampas, mapas y cartas marítimas, objetos textiles (trajes, tapices, vestimentas indígenas, tocados de plumas), adornos (hechos en oro, marfil, nácar, laca o porcelana), armas ofensivas y defensivas (hachas, cuchillos, puñales, escudos, armaduras, corazas) o utensilios domésticos (vasos, vasijas, tabaqueras, piezas de vajilla).
Los ámbitos culturales de los procedían los objetos artísticos y arqueológicos expuestos en el Real Gabinete, entre 12000 y 13000, abarcaban la civilización egipcia, griega, romana, amerindia, asiático-indostánica y de Extremo Oriente (especialmente de China). La colección egipcia destaca especialmente con 54 piezas, entre ellas varias figuras de la diosa Isis y numerosos amuletos, y también la romana, con 86  piezas con predominio de objetos de bronce (bustos, lucernarios, brazaletes) mientras que de Etruria proceden 14 piezas, todas ellas realizadas en terracota.
La etnología era una de las ciencias más representadas con 300 piezas, medio centenar de ellas eran ídolos aborígenes. Los pueblos de los procedían las piezas estaban localizados en América (Canadá, Perú, Paraguay, Chile y la Amazonía), China, Mongolia, India, Turquía y Laponia. La cartografía, disciplina en pleno apogeo en aquella época por las expediciones científicas, estaba representada en el Gabinete por más de 180 cartas, que incluían atlas topográficos, mapamundis, planos de capitales europeas, villas fortificadas, fortalezas militares y mapas de todo tipo.
La biblioteca estaba compuesta por 1234 libros, con 421 títulos diferentes. Casi la mitad de los libros tenía como temática la Historia Natural, los otros versaban sobre Historia, Teología, Jurisprudencia, Filosofía, Medicina o Matemáticas. Los instrumentos científicos estaban representados en el Gabinete por 47 objetos como barómetros, termómetros, lupas, esferas o microscopios. Destaca uno de ellos fabricado en plata y con todos sus componentes.
Algunas obras que pertenecieron a la colección del Real Gabinete de Historia Natural.

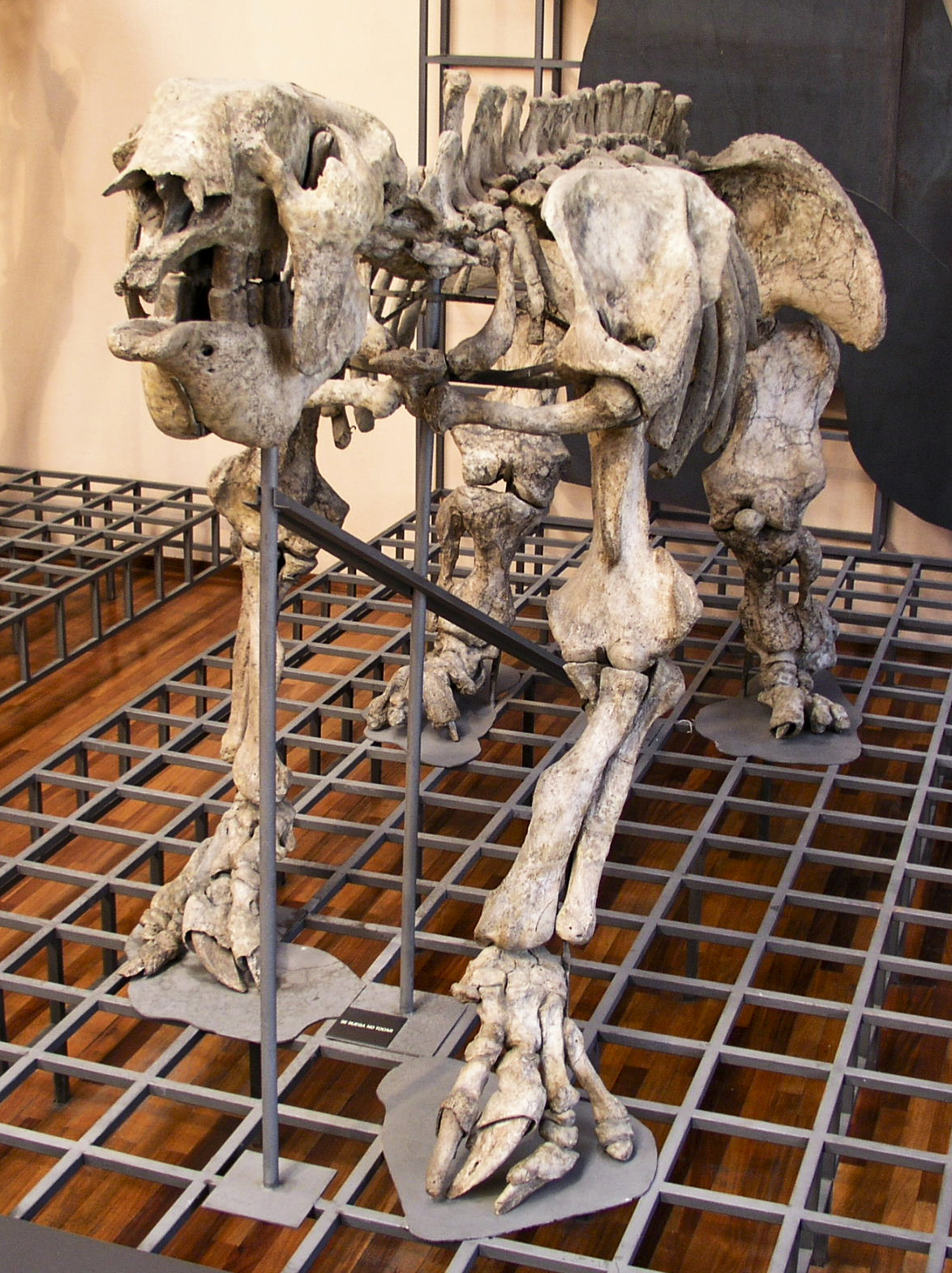
Esqueleto de megaterio (Megatherium americanum). Museo Nacional de Ciencias Naturales.
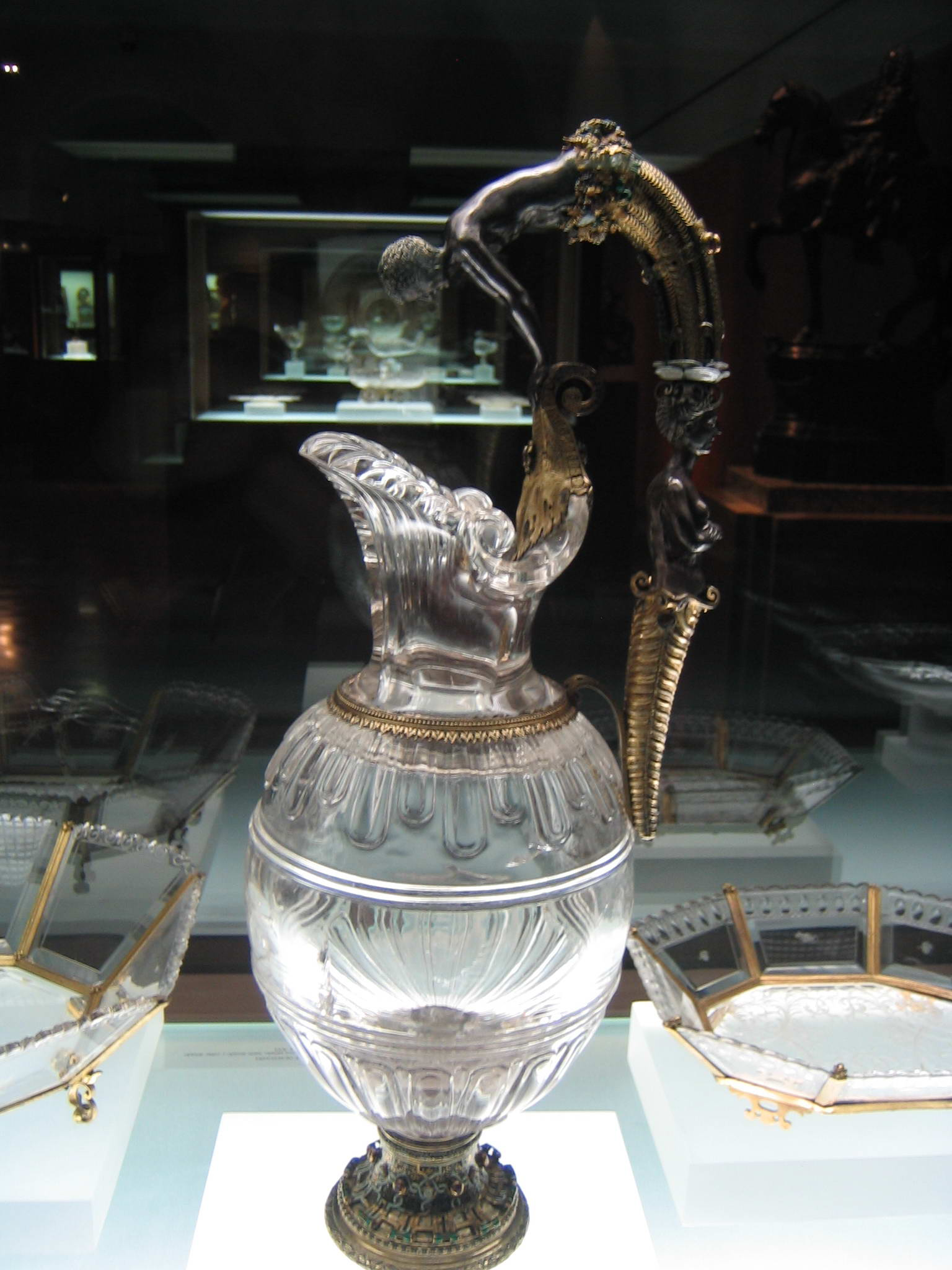
Jarro de cristal con Narciso y una sirena en el asa (Richard Toutain), pieza integrante del Tesoro del Delfín. Museo del Prado.
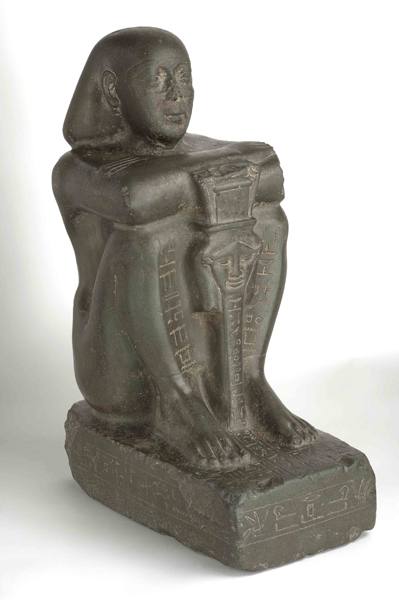
Estatua de Harsomtus-em-hat. Museo Arqueológico Nacional.
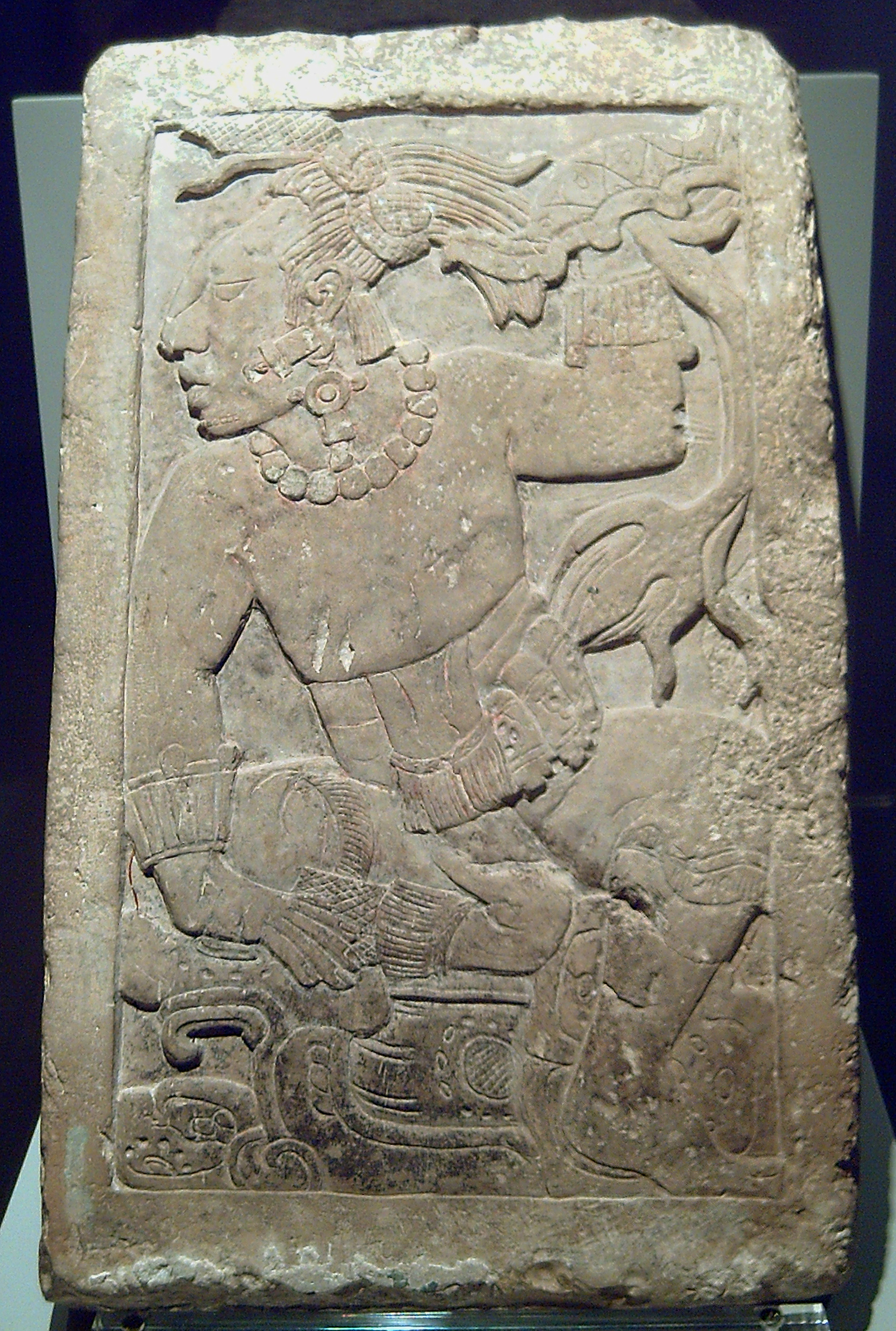
Estela de Madrid. Museo de América.
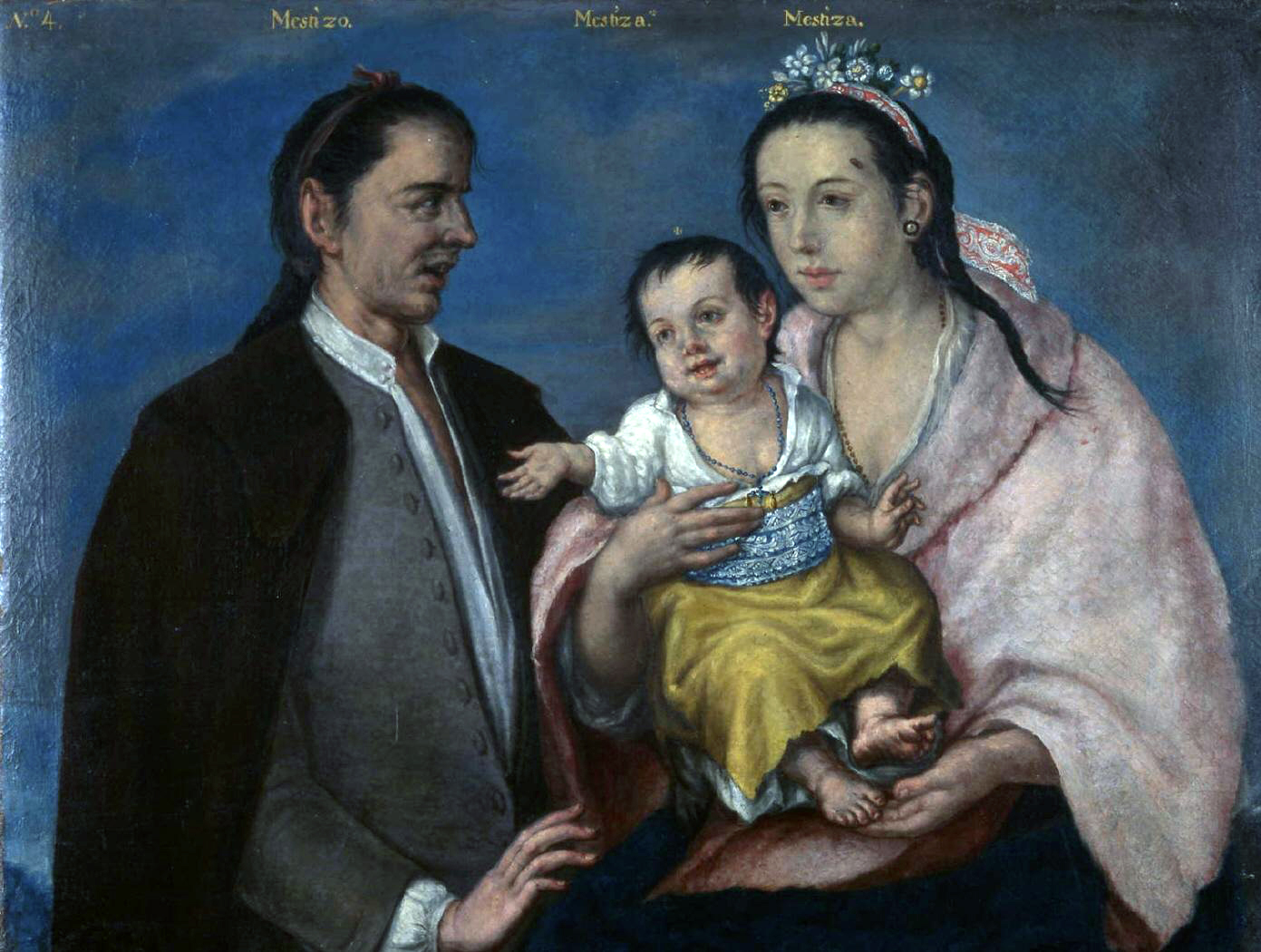
Mestizo. Mestiza. Mestiza. Pintura de castas del Virreinato del Perú, 1771-1776, atribuida a Cristóbal Lozano y taller. Museo Nacional de Antropología.

### Legado del Real Gabinete en el Museo Nacional de Ciencias Naturales
El Museo Nacional de Ciencias Naturales (MNCN-CSIC) es heredero de una parte del antiguo Real Gabinete de Historia Natural. Millares de piezas de sus colecciones de historia natural proceden del Real Gabinete y, al menos, catorce de sus Colecciones tienen su origen en él.
Destacan los 370 corales antiguos de la Colección de Invertebrados del MNCN, el más de medio millar de crustáceos (decápodos y estomatópodos) de la Colección de Artrópodos (no insectos) del MNCN o los 377 lotes de fósiles con cerca de 3.700 ejemplares de la Colección de Invertebrados Fósiles y Paleobotánica que formaron parte del Real Gabinete.
La Colección de Geología del MNCN también tiene su origen en la colección de minerales y rocas donada por Dávila, en las remesas recibidas en cumplimiento de la Instrucción de 1776, en las adquisiciones realizadas por el propio Gabinete (sobre todo las llevadas a cabo por José Clavijo y Fajardo a la muerte de Dávila) y en los envíos de las expediciones científicas cursadas durante el periodo que estuvo vigente el Gabinete (sobre todo, la de los hermanos alemanes Christian y Conrad Heuland entre 1795 y 1800 por Chile y Perú). Destacan los ejemplares de piezas de azufre de Conil (Cádiz) traídos por Francisco Javier Molina en 1791 o el meteorito caído en Villanueva de Sigena (Huesca) en 1773.
En cuanto a la Colección de Malacología los primeros ejemplares de moluscos pertenecieron a la colección de Dávila y en la Colección de Ictiología los ejemplares de peces naturalizados más antiguos que custodia esta colección también proceden del Real Gabinete de Historia Natural, entre ellos catorce peces naturalizados traídos de La Habana por el naturalista portugués Antonio Parra. Por su parte, la Colección de Herpetología cuenta con varios ejemplares de cocodrilos naturalizados, que están referenciados por el primer disecador del Real Gabinete, Juan Bautista Bru, en 1784.
La Colección de Mamíferos no conserva los 35 lotes de cuadrúpedos (término que englobaba entonces a mamíferos y reptiles) que figuraba en el Catálogo de Dávila de 1767; pero sí conserva y expone de forma permanente una de las piezas más emblemáticas del Museo: el elefante indio que Carlos III donó al Real Gabinete y que vivió en los jardines del Palacio de Aranjuez. Fue disecado a su muerte en 1778 y se realizó un montaje con la piel y otro montaje con el esqueleto. Es una de las naturalizaciones de gran mamífero más antiguas que se conocen.

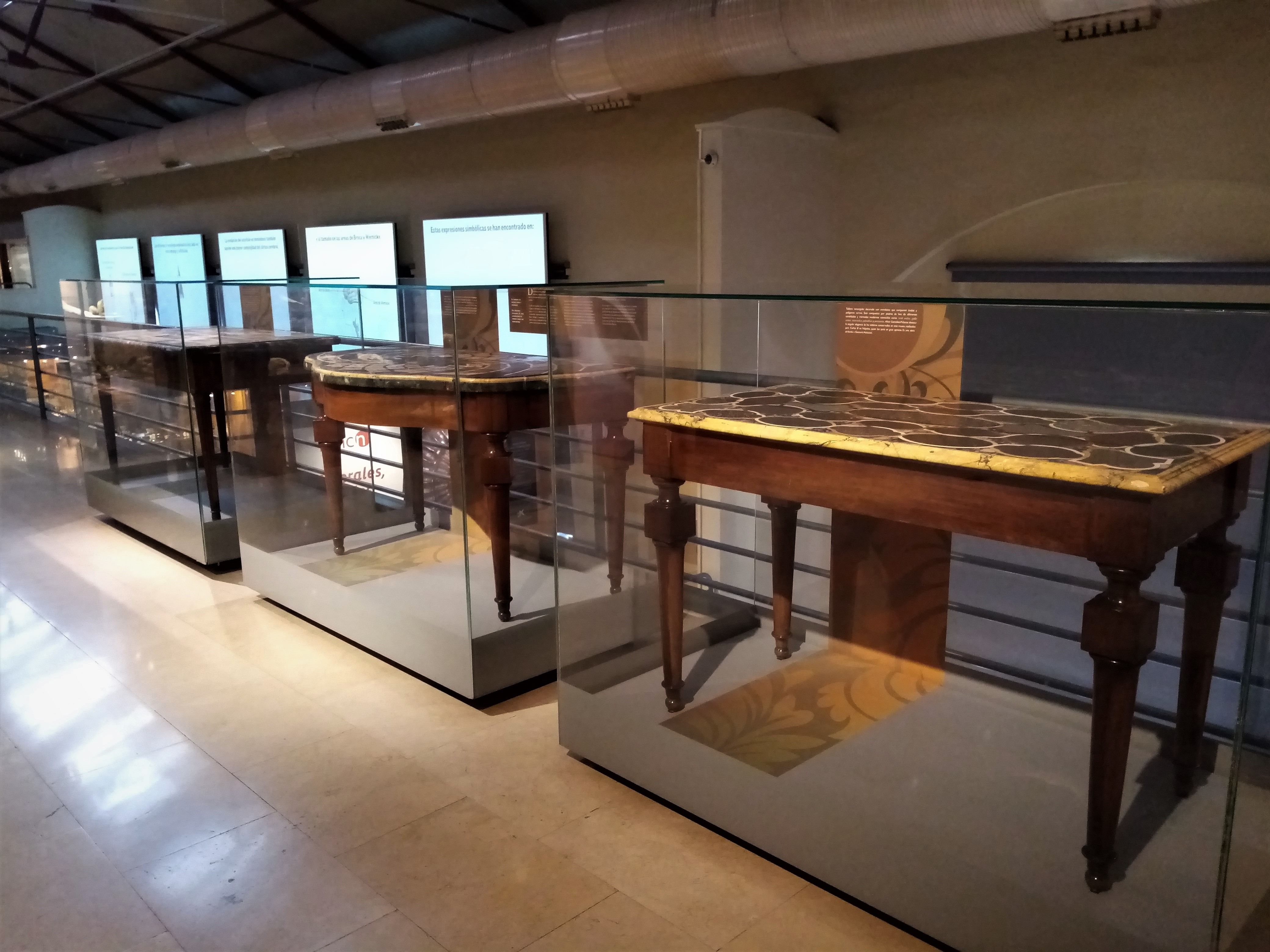
Mesas de piedras duras procedentes del Real Gabinete de Historia Natural, actualmente expuestas en el MNCN (Museo Nacional de Ciencias Naturales).

El Megaterio también procede del Real Gabinete de Historia Natural: fue enviado en 1788 desde el Virreinato del Río de la Plata (Argentina) y pertenece a la Colección de Paleontología de Vertebrados del MNCN. Fue el primer esqueleto fósil completo, articulado y montado en postura anatómica y es el holotipo de la especie, pertenece al periodo del Pleistoceno superior.
Hay otros elementos como la documentación histórica (informes, correspondencia, etc.) que perteneció al Real Gabinete: se conserva el archivo personal de Pedro Franco Dávila desde el traslado de su colección desde París a Madrid (1771-1772) y toda la documentación producida por el desempeño de su función como primer Director del mismo.
En la Biblioteca del MNCN se conserva la primera publicación que hizo el Real Gabinete: Colección de láminas que representan los animales y monstruos del Real Gabinete de Historia Natural, escrito por su disecador Juan Bautista Bru y publicado entre 1784 y 1786 en dos volúmenes. También custodia la colección de Van Berkheij de 4.800 láminas de Historia Natural, subastada en Holanda y adquirida en 1785. Fue clasificada por Dávila meses antes de su muerte.
La Colección de Instrumentos Históricos Científicos custodia dos microscopios del siglo XVIII, construidos en Inglaterra, que formaron parte del Gabinete: uno simple-compuesto, fabricado en latón y vidrio, por G. Adams, entre 1750-1770 (se cree que pudo pertenecer a Antonio de Ulloa o a Dávila) y otro compuesto, fabricado también en latón y vidrio, por Dollond, hacia 1780 y que fue propiedad de Eugenio Izquierdo.
Se conservan diversos elementos de mobiliario de época de Dávila:
- Una mesa redonda de madera de árbol de narra asana de dos metros de diámetro procedente de Manila (Filipinas) y que llegó por vía del Galeón de Manila.
- Cinco mesas de piedras duras: cuatro de ellas manufacturadas con piedras de lava volcánica de Nápoles y Sicilia, y una de ellas con varios tipos de mármol italiano antiguo. Están expuestas permanentemente en la Zona de Geología del MNCN.
- Una librería de dos cuerpos y un reloj de columna de madera de caoba, encargados por José Moñino y Redondo (conde de Floridablanca) para el Real Gabinete de Historia Natural, que componen un conjunto mobiliario representativo del Madrid de finales del siglo XVIII.

Cabe destacar también otros objetos como las cuatro piedras bezoares: dos montadas en plata labrada del siglo XVIII y las otras dos carentes de montaje. Los bezoares, formados en el estómago de ciertos animales, en particular, de rumiantes, eran según las creencias antiguas muy apreciados como preventivos y remedios contra contagios, mordeduras de animales rabiosos y venenosos y contravenenos, así como amuletos. Esta colección también conserva varias obras pictóricas, como la de la hembra de oso hormiguero gigante, encargada por el rey Carlos III en 1776 al pintor alemán Anton Raphael Mengs, primer pintor de cámara, o El Quadro de la Historia Natural Civil y Geográfica del Reyno del Perú, de 1799, un lienzo de más de tres metros, pintado al óleo y escrito a mano con pluma que representa trescientos ejemplares de minerales y plantas de este Virreinato que se extendía por toda Sudamérica occidental.